# Bab Agnaou
Bab Agnaou (àrab: باب اكناو, Bāb Agnāw) és una de les dinou portes de Marràqueix, al Marroc. Es va construir al segle xii, en el temps de la dinastia almohade.
El nom Agnaou, com Gnaoua, en amazic es refereix a la gent negra (Akal-n-iguinawen, ‘terra del negre’). En algunes fonts històriques, la porta s'anomenava Bab al Kohl (també referida a la gent negra) o Bab al Qsar (‘porta de palau’).